# 김종석 (배우)
김종석(1976년 ~ )은 대한민국의 前 희극인, 배우다.

## 학력
- 경기대학교 연극영화학과

## 출연작

### 방송
- 《슈퍼 TV 일요일은 즐거워 - 천하제일 외인구단》 (KBS2)
- 《일요일이 좋다 - 유재석과 감개무량》 (SBS)
- 《무(모)한 도전》 (MBC)
- 《공감토크쇼 놀러와》 (MBC)
- 《가족오락관》 (KBS1)
- 《야! 한밤에》 (KBS2)
- 《한국이 보인다》 (KBS2)
- 《자유선언 오늘은 토요일》 (KBS2)
- 《남희석 이휘재의 멋진만남》 (SBS)
- 《임백천의 원더풀 투나잇》 (SBS)
- 《스타 서바이벌 동거동락》 (MBC)
- 《TV는 사랑을 싣고》 (KBS2)
- 《슈퍼 TV 일요일은 즐거워 - 출발 드림팀》 (KBS2)
- 《쇼 성인가요베스트 2》 (아이넷TV)

### 드라마 & 시트콤
- 《뷰티 인사이드》 (2018년, JTBC) - 서 부장 역
- 《동네의 영웅》 (2016년, OCN) - 감자 역
- 《가족을 지켜라》 (2015년, KBS1) - 유람선 경품 행사 진행자 2 역
- 《미쓰 아줌마》 (2011년, SBS) - 황종구 역
- 《추노》 (2010년, KBS2) - 만득 역
- 《경숙이 경숙아버지》 (2009년, KBS2) - 운짱 역
- 《쾌도 홍길동》 (2008년, KBS2) - 고 내시 역
- 《한성별곡》 (2007년, KBS2) - 포졸 2 역
- 《드라마시티 - 미치거나 사랑하거나》 (2007년, KBS2) - 공진표 역
- 《무기여 잘 있거라》 (2006년, KBS2) - 치킨 역
- 《101번째 프러포즈》 (2006년, SBS) - 이성철 역
- 《멋진 친구들 시즌 1》 (2000년, KBS2)

### 영화
- 《한번도 안해본 여자》 (2014년) - 한남철 역
- 《차이나 블루》 (2012년) - 제비 역
- 《정승필 실종사건》 (2009년) - 이벤트 직원 1 역
- 《핸드폰》 (2009년) - 결혼식 사회자 역
- 《날나리 종부전》 (2008년)

## 음반
- 《하나뿐인 내 사랑》 (2017년)
- 《연평도 사나이》 (2014년)
- 《미스터 뽕짝김》 (2009년)

## 같이 보기
- 남희석
- 유재석
- 신동엽
- 이휘재
- 이혁재
- 김한석
- 송은이
- 이창명